# H.120
H.120 fue el primer formato de compresión de video digital. Fue desarrollado por COST 211 y publicado por el CCITT (ahora UIT-T) en 1984, con una revisión en 1988 que incluyó contribuciones propuestas por otras organizaciones. La calidad del video resultante no fue óptima, hubo pocas implementaciones y no hay códecs existentes para el formato, pero proporcionó un conocimiento importante que condujo directamente a sus sucesores prácticos, como H.261. La última revisión se publicó en marzo de 1993.

## Formato de transmisión
Las transmisiones H.120 corrieron a 1.544 kbit/s para NTSC y 2048 kbit/s para PAL . La primera versión (1984) contó con reabastecimiento condicional, modulación diferencial de código de pulso (DPCM), cuantificación escalar, codificación de longitud variable y un interruptor para muestreo. La segunda versión (1988) agregó compensación de movimiento y predicción de fondo. En 1993 se publicó una edición final (sin contenido técnico nuevo) como resultado de la creación del ITU-T para reemplazar al anterior organismo de normalización del CCITT.

## Problemas y conocimientos adquiridos
El video codificado con H.120 no tenía una calidad lo suficientemente buena para un uso práctico — tenía una resolución espacial muy buena (ya que el PCM diferencial funciona píxel por píxel), pero una calidad temporal muy baja. A los investigadores les quedó claro que para mejorar la calidad del video sin exceder la tasa de bits objetivo para la transmisión, sería necesario codificar usando un promedio de menos de un bit por cada píxel. Esto requeriría que los grupos de píxeles se codifiquen juntos. Esto llevó a los códecs basados en bloques de transformada de coseno discreta (DCT) que siguieron a H.120, como H.261, el primer estándar práctico de codificación de video.